# Baleizão
Baleizão es una freguesia portuguesa del concelho de Beja, con 138,25 km² de superficie y 1.056 habitantes (2001). Su densidad de población es de 7,6 hab/km².